# كيلي باريت
كيلي باريت (بالإنجليزية: Kelli Barrett)‏ هي عارضة وممثلة أمريكية، ولدت في 26 يناير 1984 في فرجينيا بيتش في الولايات المتحدة.

## أعمال

### أفلام
- (2010) تبديل[4][5]
- (2010) تذكرني[5][6][7]

### مسلسلات
- إن سي آي إس
- ذا غود وايف

## وصلات خارجية
- الموقع الرسمي
- كيلي باريت على موقع IMDb (الإنجليزية)
- كيلي باريت على موقع ألو سيني (الفرنسية)
- كيلي باريت على موقع قاعدة بيانات برودواي على الإنترنت (الإنجليزية)
- كيلي باريت على موقع قاعدة بيانات الفيلم (الإنجليزية)
- كيلي باريت على موقع كينوبويسك (الروسية)